# Filippo Berardi (calciatore)
Filippo Berardi (Città di San Marino, 18 maggio 1997) è un calciatore sammarinese, attaccante del Tre Penne e della nazionale sammarinese.

## Caratteristiche tecniche
È un attaccante esterno, rapido e tecnico. Predilige il piede sinistro.

## Carriera

### Club

#### Rimini
Cresce nelle giovanili del Rimini, con cui esordisce tra i professionisti il 19 gennaio 2014 all'età di 16 anni e 8 mesi, subentrando all'84' della partita Rimini-Santarcangelo (1-1), valida per la 20ª giornata del campionato di Lega Pro Seconda Divisione. Nella stagione successiva è tra i protagonisti della squadra biancorossa vincitrice del campionato di Serie D, in cui colleziona 23 presenze e 1 gol, il primo in carriera, realizzato il 2 aprile 2015 nella partita Romagna Centro-Rimini (2-2), valida per la 33ª giornata. Nel corso della stagione viene anche convocato dalla Rappresentativa Serie D per il Torneo di Viareggio.

#### Torino
Il 12 agosto 2015 si trasferisce al Torino, dove viene aggregato alla squadra Primavera. Il 14 novembre 2015 vince la Supercoppa Primavera contro la Lazio (2-1 d.t.s.), realizzando la rete dell'1-1 che porta la gara ai tempi supplementari. Nel corso della stagione prende parte al Campionato Primavera e colleziona tre presenze in UEFA Youth League. Rimane al Torino anche la stagione successiva, nella quale è di nuovo aggregato alla formazione Primavera, come fuori quota. Il 5 febbraio 2017 viene convocato in prima squadra da Siniša Mihajlović, in occasione della partita Empoli-Torino (1-1), valida per la 23ª giornata di Serie A, nella quale viene inserito in panchina. Nelle due stagioni nella Primavera granata totalizza 53 presenze e 14 reti.

#### Juve Stabia
L'11 luglio 2017 passa in prestito alla Juve Stabia, in Serie C. Esordisce con i gialloblù il 30 luglio, giocando da titolare la partita Juve Stabia-Bassano Virtus (3-1), valida per il primo turno di Coppa Italia, nella quale realizza al 12' la sua prima rete tra i professionisti, quella del momentaneo 1-0. L'esordio in campionato arriva il 26 agosto seguente, alla prima giornata, quando gioca da titolare nel 3-3 sul campo della Fidelis Andria. Contribuisce con 20 presenze al quarto posto dei campani in campionato. Nei play-off, che vedono i gialloblù eliminati agli ottavi di finale, segna la sua seconda rete stagionale nella partita casalinga contro il Virtus Francavilla (4-3), valida per il secondo turno. Conclude la stagione con 26 presenze e 2 reti in tutte le competizioni. A fine stagione riceve il Golden Boy, premio assegnato ogni anno al miglior calciatore sammarinese under 23 dalla Federazione Sammarinese Giuoco Calcio.

#### Monopoli
Il 12 luglio 2018 si trasferisce, di nuovo in prestito, al Monopoli, in Serie C. Esordisce con i biancoverdi il 29 luglio, subentrando al 64' della partita Monopoli-Piacenza, valida per il primo turno di Coppa Italia, vinta ai tiri di rigore. Il 29 settembre seguente esordisce in campionato con i pugliesi, giocando da titolare la partita Monopoli-Rende (0-1), valida per la terza giornata. Realizza la sua prima rete con i biancoverdi il 20 ottobre, all'8ª giornata di campionato, nella partita persa 2-1 in trasferta contro la Juve Stabia. Conclude la stagione, che vede i pugliesi arrivare ottavi in campionato e eliminati al primo turno dei play-off, con 18 presenze e 1 gol.

#### Vibonese
Il 6 agosto 2019 firma un contratto biennale con la Vibonese, militante in Serie C. Fa il suo esordio con i calabresi il 18 agosto, giocando da titolare nella partita di Coppa Italia Serie C persa 3-0 in trasferta contro la Sicula Leonzio. Il 25 agosto esordisce in campionato, subentrando al 70' della partita Monopoli-Vibonese (1-0), valida per la prima giornata. Segna le sue prime reti con la maglia rossoblù il 1º dicembre, realizzando una doppietta nella vittoria della sua squadra per 7-2 sul campo della Sicula Leonzio, nel 17º turno di campionato. Conclude la sua prima stagione con i calabresi (chiusa nel mese di marzo a causa della pandemia di COVID-19) con 21 presenze e 2 gol, contribuendo all'11º posto dei rossoblù in campionato.
Nella stagione successiva esordisce, da titolare, il 26 settembre nella partita vinta per 1-0 sul campo della Cavese, valida per la prima giornata di campionato. Realizza la sua prima rete stagionale il 7 ottobre, nella partita Virtus Francavilla-Vibonese (2-2), valida per la terza giornata di campionato. Si ripete nella 10ª giornata, aprendo le marcature nella vittoria esterna per 2-0 contro la Casertana, e nella partita di ritorno contro la Cavese, realizzando l'unica rete della sua squadra nella partita pareggiata 1-1. Con 25 presenze e 3 gol contribuisce alla salvezza dei rossoblù, che concludono il campionato al 16º posto. Termina la sua prima esperienza alla Vibonese con 46 presenze e 5 reti.

#### Ancona
Il 4 luglio 2021 firma un contratto biennale con l'Ancona Matelica, in Serie C. Il 29 luglio, durante un allenamento, subisce la rottura del legamento crociato del ginocchio sinistro. Nel mese di gennaio, quando è prossimo al rientro in campo, subisce una nuova rottura del legamento crociato del ginocchio sinistro. Chiude così la stagione senza alcuna presenza. Nella stagione successiva colleziona la sua unica presenza con la società marchigiana, nel frattempo rinominata Ancona, il 10 dicembre 2022, subentrando all'88' nella partita Rimini-Ancona (2-1), valida per la 18ª giornata del campionato di Serie C. Il 20 gennaio il giocatore e la società biancorossa risolvono consensualmente il contratto.

#### Sammaurese
Il 23 gennaio 2023 si trasferisce fino al termine della stagione alla Sammaurese, militante in Serie D, facendo così ritorno in categoria dopo sette anni e mezzo. Esordisce con i giallorossi il 25 gennaio seguente, subentrando al 71' della partita Sammaurese-Correggese (1-1), valida per la 23ª giornata di campionato. Trova la prima rete con i romagnoli il 5 febbraio, siglando l'unico gol della sua squadra nella sconfitta casalinga contro il Fanfulla (1-2) nella 25ª giornata. Conclude il campionato, chiuso dalla Sammaurese all'8º posto, con 14 presenze e 3 reti.

#### Cosmos
Il 24 agosto 2023 firma un contratto di una stagione con il Cosmos, prendendo così parte per la prima volta in carriera al campionato sammarinese. Esordisce con i gialloverdi il 23 settembre, subentrando al 75' della partita Folgore-Cosmos (0-0), valida per la 2ª giornata di campionato. Segna le sue prime reti per la squadra di Serravalle il 2 dicembre, realizzando una tripletta nella vittoria dei suoi contro il Pennarossa per 5-1 nell'11ª giornata di campionato. Con 24 presenze e 12 reti contribuisce al quarto posto del Cosmos nella stagione regolare. Nei play-off, che vedono i gialloverdi eliminati in semifinale, segna un gol nella partita di ritorno dei quarti di finale contro il San Giovanni, vinta 3-0. Conclude la stagione con 30 presenze e 13 reti in tutte le competizioni.

#### Ritorno alla Vibonese
Il 24 luglio 2024 sottoscrive un contratto annuale con la Vibonese, in Serie D, facendo ritorno in squadra dopo tre stagioni. Gioca la prima partita stagionale il 1º settembre, partendo titolare nell'incontro del primo turno di Coppa Italia Serie D Reggina-Vibonese 2-0, che vede l'eliminazione dei rossoblù dalla competizione. L'esordio in campionato avviene il 15 settembre, quando subentra all'intervallo nella partita casalinga contro il Sambiase, persa 0-1, valida per la 2ª giornata. Il 24 novembre realizza la sua unica rete stagionale, con cui decide la partita vinta per 1 a 0 sul campo del Licata, nella 13ª giornata di campionato. Conclude la stagione, che vede i calabresi arrivare quinti in campionato e eliminati al primo turno dei play-off, con 18 presenze e 1 gol.

#### Tre Penne
Il 25 luglio 2025 si trasferisce al Tre Penne, facendo ritorno nel campionato sammarinese dopo una stagione.

### Nazionale

#### Nazionali giovanili
Nell'ottobre 2013 disputa con la nazionale sammarinese under 17 tre partite di qualificazione al campionato europeo di categoria del 2014.
Il 7 ottobre 2015 esordisce con la nazionale under 21, giocando da titolare la partita casalinga contro la Croazia (0-3), valida per le qualificazioni al campionato europeo di categoria del 2017. Con la nazionale under 21 totalizza 3 presenze.

#### Nazionale maggiore
Il 4 settembre 2016, all'età di 19 anni e 3 mesi, debutta nella nazionale maggiore sammarinese, disputando da titolare la partita San Marino-Azerbaigian (0-1) al San Marino Stadium di Serravalle, nelle qualificazioni al campionato mondiale 2018.
Realizza la sua prima rete in nazionale il 16 novembre 2019, siglando al 77' il gol del definitivo 1-3 nella partita persa contro il Kazakistan al San Marino Stadium, valida per le qualificazioni al campionato europeo 2020; con questa rete i Titani tornano a segnare oltre due anni dopo l'ultima volta.
Il 20 novembre 2023 realizza la sua seconda rete in nazionale, trasformando al 97' un calcio di rigore da lui stesso procurato che fissa il risultato (1-2) nella partita San Marino-Finlandia, di qualificazione al campionato europeo 2024; con questo gol diviene il terzo giocatore, dopo Andy Selva e Manuel Marani, a segnare più di una rete con la nazionale sammarinese, e permette a San Marino di andare a segno per la prima volta in tre partite consecutive.
Trova la sua terza rete in nazionale il 20 marzo 2024, realizzando, su calcio di rigore da lui conquistato, il gol del momentaneo vantaggio nella partita amichevole persa contro Saint Kitts e Nevis al San Marino Stadium (1-3); con questa rete diviene, a quel tempo, il secondo miglior marcatore in solitaria della nazionale, alle spalle di Andy Selva.
Il 18 novembre 2024 è titolare nella vittoria per 1-3 sul campo del Liechtenstein, grazie alla quale San Marino vince il proprio gruppo nella Lega D di Nations League e ottiene per la prima volta la promozione in Lega C.

## Statistiche

### Presenze e reti nei club
Statistiche aggiornate all'11 maggio 2025.
| Stagione        | Squadra         | Campionato      | Campionato | Campionato | Coppe nazionali | Coppe nazionali | Coppe nazionali | Coppe continentali | Coppe continentali | Coppe continentali | Altre coppe | Altre coppe | Altre coppe | Totale | Totale | Totale |
| Stagione        | Squadra         | Comp            | Pres       | Reti       | Comp            | Pres            | Reti            | Comp               | Pres               | Reti               | Comp        | Pres        | Reti        | Pres   | Reti   |        |
| --------------- | --------------- | --------------- | ---------- | ---------- | --------------- | --------------- | --------------- | ------------------ | ------------------ | ------------------ | ----------- | ----------- | ----------- | ------ | ------ | ------ |
| 2013-2014       | Rimini          | 2D              | 1          | 0          | CI-LP           | 0               | 0               | -                  | -                  | -                  | -           | -           | -           | 1      | 0      |        |
| 2014-2015       | Rimini          | D               | 23+1       | 1          | CI-D            | 0               | 0               | -                  | -                  | -                  | -           | -           | -           | 24     | 1      |        |
| Totale Rimini   | Totale Rimini   | Totale Rimini   | 25         | 1          |                 | 0               | 0               |                    | -                  | -                  |             | -           | -           | 25     | 1      |        |
| 2015-2016       | Torino          | A               | 0          | 0          | CI              | 0               | 0               | -                  | -                  | -                  | -           | -           | -           | 0      | 0      |        |
| 2016-2017       | Torino          | A               | 0          | 0          | CI              | 0               | 0               | -                  | -                  | -                  | -           | -           | -           | 0      | 0      |        |
| Totale Torino   | Totale Torino   | Totale Torino   | 0          | 0          |                 | 0               | 0               |                    | -                  | -                  |             | -           | -           | 0      | 0      |        |
| 2017-2018       | Juve Stabia     | C               | 20+3       | 0+1        | CI+CI-C         | 2+1             | 1+0             | -                  | -                  | -                  | -           | -           | -           | 26     | 2      |        |
| 2018-2019       | Monopoli        | C               | 15         | 1          | CI+CI-C         | 2+1             | 0               | -                  | -                  | -                  | -           | -           | -           | 18     | 1      |        |
| 2019-2020       | Vibonese        | C               | 20         | 2          | CI-C            | 1               | 0               | -                  | -                  | -                  | -           | -           | -           | 21     | 2      |        |
| 2020-2021       | Vibonese        | C               | 25         | 3          | -               | -               | -               | -                  | -                  | -                  | -           | -           | -           | 25     | 3      |        |
| 2021-2022       | Ancona          | C               | 0          | 0          | CI-C            | 0               | 0               | -                  | -                  | -                  | -           | -           | -           | 0      | 0      |        |
| 2022-gen. 2023  | Ancona          | C               | 1          | 0          | CI-C            | 0               | 0               | -                  | -                  | -                  | -           | -           | -           | 1      | 0      |        |
| Totale Ancona   | Totale Ancona   | Totale Ancona   | 1          | 0          |                 | 0               | 0               |                    | -                  | -                  |             | -           | -           | 1      | 0      |        |
| gen.-giu. 2023  | Sammaurese      | D               | 14         | 3          | CI-D            | -               | -               | -                  | -                  | -                  | -           | -           | -           | 14     | 3      |        |
| 2023-2024       | Cosmos          | CS              | 24+4       | 12+1       | CT              | 2               | 0               | UECL               | -                  | -                  | -           | -           | -           | 30     | 13     |        |
| 2024-2025       | Vibonese        | D               | 16+1       | 1          | CI-D            | 1               | 0               | -                  | -                  | -                  | -           | -           | -           | 18     | 1      |        |
| Totale Vibonese | Totale Vibonese | Totale Vibonese | 62         | 6          |                 | 2               | 0               |                    | -                  | -                  |             | -           | -           | 64     | 6      |        |
| 2025-2026       | Tre Penne       | CS              | 0          | 0          | CT              | 0               | 0               | -                  | -                  | -                  | -           | -           | -           | 0      | 0      |        |
| Totale carriera | Totale carriera | Totale carriera | 168        | 25         |                 | 10              | 1               |                    | -                  | -                  |             | -           | -           | 178    | 26     |        |

### Cronologia presenze e reti in nazionale
| Cronologia completa delle presenze e delle reti in nazionale ― San Marino | Cronologia completa delle presenze e delle reti in nazionale ― San Marino | Cronologia completa delle presenze e delle reti in nazionale ― San Marino | Cronologia completa delle presenze e delle reti in nazionale ― San Marino | Cronologia completa delle presenze e delle reti in nazionale ― San Marino | Cronologia completa delle presenze e delle reti in nazionale ― San Marino | Cronologia completa delle presenze e delle reti in nazionale ― San Marino | Cronologia completa delle presenze e delle reti in nazionale ― San Marino |
| Data                                                                      | Città                                                                     | In casa                                                                   | Risultato                                                                 | Ospiti                                                                    | Competizione                                                              | Reti                                                                      | Note                                                                      |
| ------------------------------------------------------------------------- | ------------------------------------------------------------------------- | ------------------------------------------------------------------------- | ------------------------------------------------------------------------- | ------------------------------------------------------------------------- | ------------------------------------------------------------------------- | ------------------------------------------------------------------------- | ------------------------------------------------------------------------- |
| 4-9-2016                                                                  | Serravalle                                                                | San Marino                                                                | 0 – 1                                                                     | Azerbaigian                                                               | Qual. Mondiali 2018                                                       | -                                                                         | 73’                                                                       |
| 1-9-2017                                                                  | Serravalle                                                                | San Marino                                                                | 0 – 3                                                                     | Irlanda del Nord                                                          | Qual. Mondiali 2018                                                       | -                                                                         | 81’                                                                       |
| 5-10-2017                                                                 | Serravalle                                                                | San Marino                                                                | 0 – 8                                                                     | Norvegia                                                                  | Qual. Mondiali 2018                                                       | -                                                                         | 67’                                                                       |
| 8-10-2017                                                                 | Plzeň                                                                     | Rep. Ceca                                                                 | 5 – 0                                                                     | San Marino                                                                | Qual. Mondiali 2018                                                       | -                                                                         | 76’                                                                       |
| 8-9-2018                                                                  | Minsk                                                                     | Bielorussia                                                               | 5 – 0                                                                     | San Marino                                                                | UEFA Nations League 2018-2019 - 1º turno                                  | -                                                                         |                                                                           |
| 11-9-2018                                                                 | Serravalle                                                                | San Marino                                                                | 0 – 3                                                                     | Lussemburgo                                                               | UEFA Nations League 2018-2019 - 1º turno                                  | -                                                                         | 41’ 72’                                                                   |
| 21-3-2019                                                                 | Nicosia                                                                   | Cipro                                                                     | 5 – 0                                                                     | San Marino                                                                | Qual. Euro 2020                                                           | -                                                                         |                                                                           |
| 24-3-2019                                                                 | Serravalle                                                                | San Marino                                                                | 0 – 2                                                                     | Scozia                                                                    | Qual. Euro 2020                                                           | -                                                                         | 90+4’                                                                     |
| 6-9-2019                                                                  | Serravalle                                                                | San Marino                                                                | 0 – 4                                                                     | Belgio                                                                    | Qual. Euro 2020                                                           | -                                                                         | 74’                                                                       |
| 9-9-2019                                                                  | Serravalle                                                                | San Marino                                                                | 0 – 4                                                                     | Cipro                                                                     | Qual. Euro 2020                                                           | -                                                                         |                                                                           |
| 10-10-2019                                                                | Bruxelles                                                                 | Belgio                                                                    | 9 – 0                                                                     | San Marino                                                                | Qual. Euro 2020                                                           | -                                                                         | 46’                                                                       |
| 13-10-2019                                                                | Glasgow                                                                   | Scozia                                                                    | 6 – 0                                                                     | San Marino                                                                | Qual. Euro 2020                                                           | -                                                                         | 80’                                                                       |
| 16-11-2019                                                                | Serravalle                                                                | San Marino                                                                | 1 – 3                                                                     | Kazakistan                                                                | Qual. Euro 2020                                                           | 1                                                                         |                                                                           |
| 19-11-2019                                                                | Serravalle                                                                | San Marino                                                                | 0 – 5                                                                     | Russia                                                                    | Qual. Euro 2020                                                           | -                                                                         |                                                                           |
| 5-9-2020                                                                  | Gibilterra                                                                | Gibilterra                                                                | 1 – 0                                                                     | San Marino                                                                | UEFA Nations League 2020-2021 - 1º turno                                  | -                                                                         |                                                                           |
| 8-9-2020                                                                  | Serravalle                                                                | San Marino                                                                | 0 – 2                                                                     | Liechtenstein                                                             | UEFA Nations League 2020-2021 - 1º turno                                  | -                                                                         | 66’                                                                       |
| 13-10-2020                                                                | Vaduz                                                                     | Liechtenstein                                                             | 0 – 0                                                                     | San Marino                                                                | UEFA Nations League 2020-2021 - 1º turno                                  | -                                                                         |                                                                           |
| 14-11-2020                                                                | Serravalle                                                                | San Marino                                                                | 0 – 0                                                                     | Gibilterra                                                                | UEFA Nations League 2020-2021 - 1º turno                                  | -                                                                         | 67’                                                                       |
| 25-3-2021                                                                 | Londra                                                                    | Inghilterra                                                               | 5 – 0                                                                     | San Marino                                                                | Qual. Mondiali 2022                                                       | -                                                                         | 79’                                                                       |
| 28-3-2021                                                                 | Serravalle                                                                | San Marino                                                                | 0 – 3                                                                     | Ungheria                                                                  | Qual. Mondiali 2022                                                       | -                                                                         | 80’                                                                       |
| 31-3-2021                                                                 | Serravalle                                                                | San Marino                                                                | 0 – 2                                                                     | Albania                                                                   | Qual. Mondiali 2022                                                       | -                                                                         |                                                                           |
| 23-3-2023                                                                 | Serravalle                                                                | San Marino                                                                | 0 – 2                                                                     | Irlanda del Nord                                                          | Qual. Euro 2024                                                           | -                                                                         | 60’                                                                       |
| 26-3-2023                                                                 | Lubiana                                                                   | Slovenia                                                                  | 2 – 0                                                                     | San Marino                                                                | Qual. Euro 2024                                                           | -                                                                         | 58’                                                                       |
| 16-6-2023                                                                 | Parma                                                                     | San Marino                                                                | 0 – 3                                                                     | Kazakistan                                                                | Qual. Euro 2024                                                           | -                                                                         | 65’                                                                       |
| 19-6-2023                                                                 | Helsinki                                                                  | Finlandia                                                                 | 6 – 0                                                                     | San Marino                                                                | Qual. Euro 2024                                                           | -                                                                         | 66’                                                                       |
| 20-11-2023                                                                | Serravalle                                                                | San Marino                                                                | 1 – 2                                                                     | Finlandia                                                                 | Qual. Euro 2024                                                           | 1                                                                         | 62’                                                                       |
| 20-3-2024                                                                 | Serravalle                                                                | San Marino                                                                | 1 – 3                                                                     | Saint Kitts e Nevis                                                       | Amichevole                                                                | 1                                                                         | 84’                                                                       |
| 24-3-2024                                                                 | Serravalle                                                                | San Marino                                                                | 0 – 0                                                                     | Saint Kitts e Nevis                                                       | Amichevole                                                                | -                                                                         | 68’                                                                       |
| 5-6-2024                                                                  | Wiener Neustadt                                                           | Slovacchia                                                                | 4 – 0                                                                     | San Marino                                                                | Amichevole                                                                | -                                                                         | 62’                                                                       |
| 11-6-2024                                                                 | Serravalle                                                                | San Marino                                                                | 1 – 4                                                                     | Cipro                                                                     | Amichevole                                                                | -                                                                         | 28’                                                                       |
| 10-10-2024                                                                | Gibilterra                                                                | Gibilterra                                                                | 1 – 0                                                                     | San Marino                                                                | UEFA Nations League 2024-2025 - 1º turno                                  | -                                                                         | 69’                                                                       |
| 15-11-2024                                                                | Serravalle                                                                | San Marino                                                                | 1 – 1                                                                     | Gibilterra                                                                | UEFA Nations League 2024-2025 - 1º turno                                  | -                                                                         | 77’                                                                       |
| 18-11-2024                                                                | Vaduz                                                                     | Liechtenstein                                                             | 1 – 3                                                                     | San Marino                                                                | UEFA Nations League 2024-2025 - 1º turno                                  | -                                                                         | 60’ 61’                                                                   |
| 21-3-2025                                                                 | Larnaca                                                                   | Cipro                                                                     | 2 – 0                                                                     | San Marino                                                                | Qual. Mondiali 2026                                                       | -                                                                         | 63’                                                                       |
| 24-3-2025                                                                 | Serravalle                                                                | San Marino                                                                | 1 – 5                                                                     | Romania                                                                   | Qual. Mondiali 2026                                                       | -                                                                         | 66’                                                                       |
| Totale                                                                    |                                                                           | Presenze                                                                  | 35                                                                        |                                                                           | Reti (2º posto)                                                           | 3                                                                         |                                                                           |

| Cronologia completa delle presenze e delle reti in nazionale ― San Marino under 21 | Cronologia completa delle presenze e delle reti in nazionale ― San Marino under 21 | Cronologia completa delle presenze e delle reti in nazionale ― San Marino under 21 | Cronologia completa delle presenze e delle reti in nazionale ― San Marino under 21 | Cronologia completa delle presenze e delle reti in nazionale ― San Marino under 21 | Cronologia completa delle presenze e delle reti in nazionale ― San Marino under 21 | Cronologia completa delle presenze e delle reti in nazionale ― San Marino under 21 | Cronologia completa delle presenze e delle reti in nazionale ― San Marino under 21 |
| Data                                                                               | Città                                                                              | In casa                                                                            | Risultato                                                                          | Ospiti                                                                             | Competizione                                                                       | Reti                                                                               | Note                                                                               |
| ---------------------------------------------------------------------------------- | ---------------------------------------------------------------------------------- | ---------------------------------------------------------------------------------- | ---------------------------------------------------------------------------------- | ---------------------------------------------------------------------------------- | ---------------------------------------------------------------------------------- | ---------------------------------------------------------------------------------- | ---------------------------------------------------------------------------------- |
| 7-10-2015                                                                          | Serravalle                                                                         | San Marino under 21                                                                | 0 – 3                                                                              | Croazia under 21                                                                   | Qual. Europeo Under-21 2017                                                        | -                                                                                  | 5’ 45’                                                                             |
| 22-3-2018                                                                          | Xanthi                                                                             | Grecia under 21                                                                    | 4 – 0                                                                              | San Marino under 21                                                                | Qual. Europeo Under-21 2019                                                        | -                                                                                  | 80’                                                                                |
| 25-3-2018                                                                          | Serravalle                                                                         | San Marino under 21                                                                | 0 – 2                                                                              | Bielorussia under 21                                                               | Qual. Europeo Under-21 2019                                                        | -                                                                                  |                                                                                    |
| Totale                                                                             |                                                                                    | Presenze                                                                           | 3                                                                                  |                                                                                    | Reti                                                                               | 0                                                                                  |                                                                                    |

## Palmarès

### Club

#### Competizioni giovanili
- Supercoppa Primavera: 1

Torino: 2015

#### Competizioni nazionali
- Serie D: 1

Rimini: 2014-2015 (girone D)

### Individuale
- Golden Boy FSGC: 1

2018